# نيا وليامز
نيا وليامز (بالإنجليزية: Nia Williams)‏ (19 سبتمبر 1990 برولاند بارك في الولايات المتحدة - ) هي لاعبة كرة قدم أمريكية في مركز الدفاع. لعبت مع نادي كانساس سيتي.

## وصلات خارجية
- نيا وليامز على موقع قاعدة بيانات كرة القدم.إي يو (الإنجليزية)
- نيا وليامز على موقع Soccerway.com (الإنجليزية)
- نيا وليامز على موقع عالم كرة القدم.نت (الإنجليزية)